# NSU Pipe
Les NSU Pipe étaient les premières automobiles produites par NSU Motorenwerke AG de 1906 à 1910 sous licence du constructeur automobile belge Pipe. 
Les Automobiles Pipe ont été une gamme de 4 modèles d'automobiles conçues et produites par le constructeur belge Pipe :
- 1905–1906 : 50 HP - voiture de la classe moyenne supérieure,
- 1905–1906 : 15/24 HP - voiture de la classe moyenne supérieure,
- 1906–1910 : 34 HP - voiture de la classe moyenne supérieure
- 1908–1909 : 25/40 HP - voiture de luxe.

La Pipe 24/40 HMP a été le premier et le seul modèle six cylindres fabriqué par NSU. Le moteur, refroidi par eau, était un 6 cylindres de 6.494 cm³ (alésage × course = 105 × 125 mm) développant 40 HP (29 kW) à 1.100 tr/min. Le moteur était équipé d'une magnéto d'allumage, d'une lubrification centralisée automatique et de soupapes en tête. La puissance du moteur était transmise aux roues arrière via un embrayage à cône en cuir, une boîte de vitesses à trois rapports avec levier de vitesse à droite et une chaîne. L'empattement de la voiture était de 3.280 mm, la largeur de voie était de 1.457 mm et le poids du châssis seul était de 1.100 kg. La vitesse maximale était d'environ 100 km/h. Le modèle n'a été fabriqué qu'en carrosserie double phaéton.
| Modèle   | Dates production | Moteur               | Moteur    | Moteur                   | Vitesse (km/h) | Dimensions       | Dimensions    | Dimensions   | Dimensions   | Poids (kg)      | Carrosseries                                      |
| Modèle   | Dates production | Type                 | Cylindrée | Puissance Ch / kW)       | Vitesse (km/h) | Empattement (mm) | Longueur (mm) | Largeur (mm) | Hauteur (mm) | Poids (kg)      | Carrosseries                                      |
| 15/24 HP | 1905-1906        | 4 cylindres en ligne | 3.768     | à 1.650 tr/min 24 / 17,6 | 70             | 3.000 / 3.200    |               |              |              | 1.650           | Double-Phaeton Roi des Belges Landaulet Berline   |
| 25/40 HP | 1908-1909        | 6 cylindres en ligne | 6.494     | à 1.100 tr/min 40 / 29   | 100            | 3.280            | 4.000         | 1.700        | 2.000        | 1.100 (châssis) | Double-Phaeton                                    |
| 34 HP    | 1905-1906        | 4 cylindres en ligne | 3.768     | 34 / 25                  | 85             | 3.000 / 3.200    |               |              |              |                 | Double-Phaeton Roi des Belges Landaulet Limousine |
| 50 HP    | 1905-1906        | 4 cylindres en ligne | 8.290     | 50 / 37                  | 85             | 3.000 / 3.200    |               |              |              |                 | Double-Phaeton Roi des Belges Landaulet Limousine |

Le 7 mai 1907, Otto Pfänder, directeur technique de Pipe, se tue lors d'un essai routier près d'Esch. La production automobile, qui avait atteint les 300 unités en 1907, fut suspendue jusqu'en 1910. En conséquence, NSU a arrêté la production sous licence en 1909, sans successeur.